# بازی‌های آسیایی ۲۰۱۸
بازی‌های آسیایی ۲۰۱۸ (اندونزیایی: Pesta Olahraga Asia ۲۰۱۸) هجدهمین دورۀ بازی‌های آسیایی که با عنوان جاکارتا-پالم‌بانگ ۲۰۱۸ هم شناخته می‌شود، یک رویداد چند ورزشی می‌باشد که از ۱۸ اوت تا ۲ سپتامبر در جاکارتا و پالم‌بانگ به انجام رسید.
در نوامبر ۲۰۱۲، شورای المپیک آسیا (OCA) میزبانی این بازی‌ها را به هانوی، ویتنام سپرده بود، اما این شهر، هفده ماه بعد، از میزبانی بازی‌ها کناره‌گیری کرد. اندونزی که ابتدا در رقابت برای میزبانی پس از هانوی در رتبۀ دوم قرار گرفت، به عنوان قوی‌ترین نامزد برای جایگزینی در نظر گرفته شد و در نهایت در جریان برگزاری بازی‌های ۲۰۱۴ حق میزبانی را به‌دست آورد. جاکارتا و پالم‌بانگ، که میزبان مشترک بازی‌های جنوب شرق آسیا ۲۰۱۱ شده بودند، جایگزین سورابایا، شهری که در جریان رقابت برای میزبانی بازی‌های آسیایی ۲۰۱۸، نمایندۀ اندونزی بود، شدند.
برای نخستین بار، بازی‌های آسیایی تابستانی در دو شهر میزبانی شد؛ جاکارتا پایتخت اندونزی (که میزبان بازی‌های ۱۹۶۲ نیز بود) و پالم‌بانگ مرکز استان سوماترای جنوبی میزبان این دوره بودند. رویدادها در این دو شهر و اطراف آن‌ها از جمله در مکان‌هایی در باندونگ و استان‌های جاوه غربی و بانتن برگزار گردید. آیین افتتاحیه و اختتامیه در ورزشگاه گلورا بونگ کارنو در جاکارتا به انجام رسید. چندین رویداد غیر المپیکی از برنامۀ این رویداد حذف شد، اما چند رشتۀ ورزشی که در بازی‌های المپیک تابستانی ۲۰۲۰ در توکیو برای نخستین بار قرار بود حضور داشته باشند (از جمله بسکتبال سه نفره) به بازی‌ها اضافه شدند. رقابت‌های ورزش‌های الکترونیکی و کانوپولو نیز به عنوان ورزش‌های غیررسمی در بازی‌ها برگزار شدند. چین برای دهمین بار پیاپی در بخش مدال‌ها صدرنشین شد. کره شمالی و کره جنوبی یک تیم متحد در مراسم افتتاحیه و رویدادهای انتخاب شده داشتند، و همچنین آن‌ها توانستند نخستین نشان طلای تیم کره متحد را در یک رویداد چند ورزشی کسب کنند. ۶ حدنصاب جهانی، ۱۸ رکورد آسیایی و ۸۶ رکورد بازی‌های آسیایی در طول این بازی‌ها شکسته شد. ریکاکو ایکه شناگر ژاپنی هم به عنوان باارزش‌ترین بازیکن اعلام شد.

## انتخاب میزبان
در ابتدا شورای المپیک آسیا برنامه‌ریزی کرده بود که بازی‌ها را به جای سال ۲۰۱۸ در ۲۰۱۹ برگزار کند تا بازی‌های آسیایی به جای دو سال فاصله، درست یک سال پیش از المپیک ۲۰۲۰ برگزار شود. اما آن‌ها پس از اهدای میزبانی بازی‌ها به اندونزی از این برنامه عقب‌نشینی کردند تا این بازی‌ها با انتخابات سراسری سال ۲۰۱۹ اندونزی تداخل نداشته باشد.

### مناقصه و انتخاب میزبان اولیه
در ابتدا هانوی، ویتنام پس از پیروزی بر دو نامزد دیگر، سورابایا و دوبی به عنوان میزبان بازی‌ها انتخاب شد. در ۸ نوامبر ۲۰۱۲ آن‌ها با ۲۹ رای در مقابل ۱۴ رای سورابایا برنده شدند. دوبی در لحظات پایانی از نامزدی انصراف داد و قصد خود را نامزدی میزبانی رویدادهای آینده اعلام کرد. نایب رئیس کمیتهٔ ملی المپیک امارات متحدهٔ عربی هرگونه عقب‌نشینی از نامزدی را رد کرد و مدعی شد که «دوبی برای میزبانی بازی‌های آسیایی ۲۰۱۹ متقاضی نشده‌است» و آن را «فقط در نظر داشته و مطرح کرده‌است».
با این حال، در مارس ۲۰۱۴، نگرانی‌هایی دربارهٔ توانایی میزبانی ویتنام وجود داشت. از جملهٔ این نگرانی‌ها این بود که آیا بودجهٔ پیش‌بینی شدهٔ ۱۵۰ میلیون دلار آمریکا واقعی است یا خیر. در همین رابطه ادعاهایی مبنی بر این‌که دولت در نهایت بیش از ۳۰۰ میلیون دلار هزینه خواهد کرد مطرح شده بود. علاوه بر این، منتقدین از این‌که از چندین ورزشگاه ساخته شده برای بازی‌های جنوب شرق آسیا ۲۰۰۳ استفاده نخواهد شد ابراز نگرانی می‌کردند. همچنین‌ها کوانگ دو، رئیس پیشین کمیتهٔ المپیک ویتنام مدعی شد که میزبانی بازی‌های آسیایی باعث بهبود و رونق گردشگری در ویتنام نخواهد شد و اتفاق ویژه‌ای در این صنعت گردشگری این سرزمین رخ نخواهد داد.
در ۱۷ آوریل ۲۰۱۴، نگوین تان دونگ نخست‌وزیر ویتنام به صورت رسمی انصراف هانوی از میزبانی را اعلام کرد و با اشاره به عدم آمادگی و رکود اقتصادی به عنوان اصلی‌ترین دلایل این انصراف، گفت: «آن‌ها کشور را با ساخت و ساز امکانات و مکان‌ها را ناتوان ساخته‌اند». در پی آن بسیاری از مردم ویتنام از این انصراف پشتیبانی کردند. هیچ‌گونه جریمه‌ای برای این انصراف در نظر گرفته نشد.

### گزینش جاکارتا و پالم‌بانگ
پس از کناره‌گیری هانوی، شورای المپیک آسیا اعلام کرد که اندونزی، چین و امارات متحده عربی نامزدهای اصلی برای کسب میزبانی بازی‌ها زیر نظر هستند.
اندونزی شانس بیشتری برای کسب میزبانی داشت چرا که سورابایا در انتخابات پیشین برای معرفی میزبان دوم شده بود، و در صورت انتخاب مایل بود این کار را انجام دهد. فیلیپین و هند ابراز علاقهٔ خود را برای میزبانی بازی‌ها نشان دادند، اما هند نتوانست پیشنهاد خود را ارائه بدهد چرا که آن‌ها نتوانستند نظر نخست‌وزیر نارندرا مودی را پیش از پایان مهلت شورای المپیک آسیا برای ارائه میزبانی به خود جلب کند.
در ۵ مه ۲۰۱۴ بازدیدکنندگان کمیتهٔ المپیک آسیا (OCA) از شهرهای اندونزی از جمله جاکارتا، سورابایا، باندونگ و پالم‌بانگ بازدید کردند. در این زمان سورابایا تصمیم گرفت پیشنهاد میزبانی بازی‌ها را کنار بگذارد و در عوض قصد خود را تمرکز بر روی کسب میزبانی بازی‌های آسیایی جوانان ۲۰۲۱ اعلام کرد. در ۱۴ ژوئیه ۲۰۱۴، در نشستی که در شهر کویت به انجام رسید، OCA جاکارتا را به همراه پالم‌بانگ به عنوان شهر میزبان کمکی به عنوان میزبان بازی‌ها معرفی کرد. انتخاب جاکارتا به سبب داشتن امکانات ورزشی مناسب، شبکهٔ خوب حمل و نقل و داشتن سایر امکانات مانند هتل‌ها و اقامتگاه‌های مناسب برای مهمان‌ها بود.
در ۲۰ سپتامبر اندونزی قرارداد مربوط به شهر میزبان را امضا کرد، و در مراسم اختتامیهٔ بازی‌های آسیایی ۲۰۱۴ در اینچئون، اندونزی به صورت نمادین توسط شورای المپیک آسیا برای میزبانی دورهٔ آتی بازی‌ها تعیین شد. بی‌درنگ کمیتهٔ سازماندهی بازی‌ها پس از تعیین میزبان تشکیل شد.

## فرایند توسعه و آماده‌سازی

### بودجه
تا سال ۲۰۱۵ دولت مرکزی بودجه‌ای برابر با ۳ هزار میلیارد روپیهٔ اندونزی (۲۲۴ میلیون دلار آمریکا) به منظور آماده‌سازی برای این بازی‌ها اختصاص داد، انتظار می‌رفت بنگاه‌های منطقه‌ای بخشی از این بودجه را تأمین کنند. تا ژوئیه ۲۰۱۸، بودجهٔ اختصاص یافته برای این بازی‌ها ۶٫۶ هزار میلیارد روپیهٔ اندونزی (۴۵۰ میلیون دلار آمریکا) که حدود ۸۶۹ میلیارد روپیه (۵۹ میلیون دلار آمریکا) از آن توسط حامیان مالی تأمین شده بود گزارش شد. با این حال در ۲ سپتامبر ۲۰۱۸، سری مولیانی وزیر دارایی اندونزی اعلام کرد که بودجه‌ای معادل ۸٫۲ میلیارد روپیه از ۲۰۱۵ تا ۲۰۱۸ تأمین شده و توسط کمیتهٔ سازماندهی محلی مورد استفاده قرار گرفته‌است. کمیتهٔ سازماندهی بازی‌های آسیایی اندونزی (INASGOC) به سرپرستی اریک توهیر برای تمام آماده‌سازی‌ها، افتتاحیه، سازماندهی و پایان بخشیدن برگزاری بازی‌های آسیایی ۲۰۱۸ تشکیل شده بود. هزینهٔ کل برای سازماندهی بازی‌ها نزدیک ۳٫۲ میلیارد دلار آمریکا تخمین زده شده که از این مقدار ۲٫۴ میلیارد دلار برای توسعه و بهبود زیرساخت‌های مربوط به بازی‌ها هزینه شده‌است.

### داوطلبان
مرحلهٔ دو برنامهٔ داوطلبان بازی‌های آسیایی جاکارتا-پالم‌بانگ ۲۰۱۸ از ۱۸ دسامبر ۲۰۱۷ با هدف قرار دادن ۱۳٫۰۰۰ داوطلب آغاز شد. لباس‌های پوشیدهٔ داوطلبان شامل ژاکت، پیراهن‌های گلف و شلوارهایی بود که آن‌ها را از مرکز توزیع و اعتباربخشی لباس در ورزشگاه ورزشی و تفریحی در شرق جاکارتا تهیه کرده بودند. داوطلبان همچنین کارت اعتباری داشتند که به آن‌ها امکان دسترسی به مکان‌های خاص و ساختمان‌های اطراف را می‌داد.

### حمل مشعل

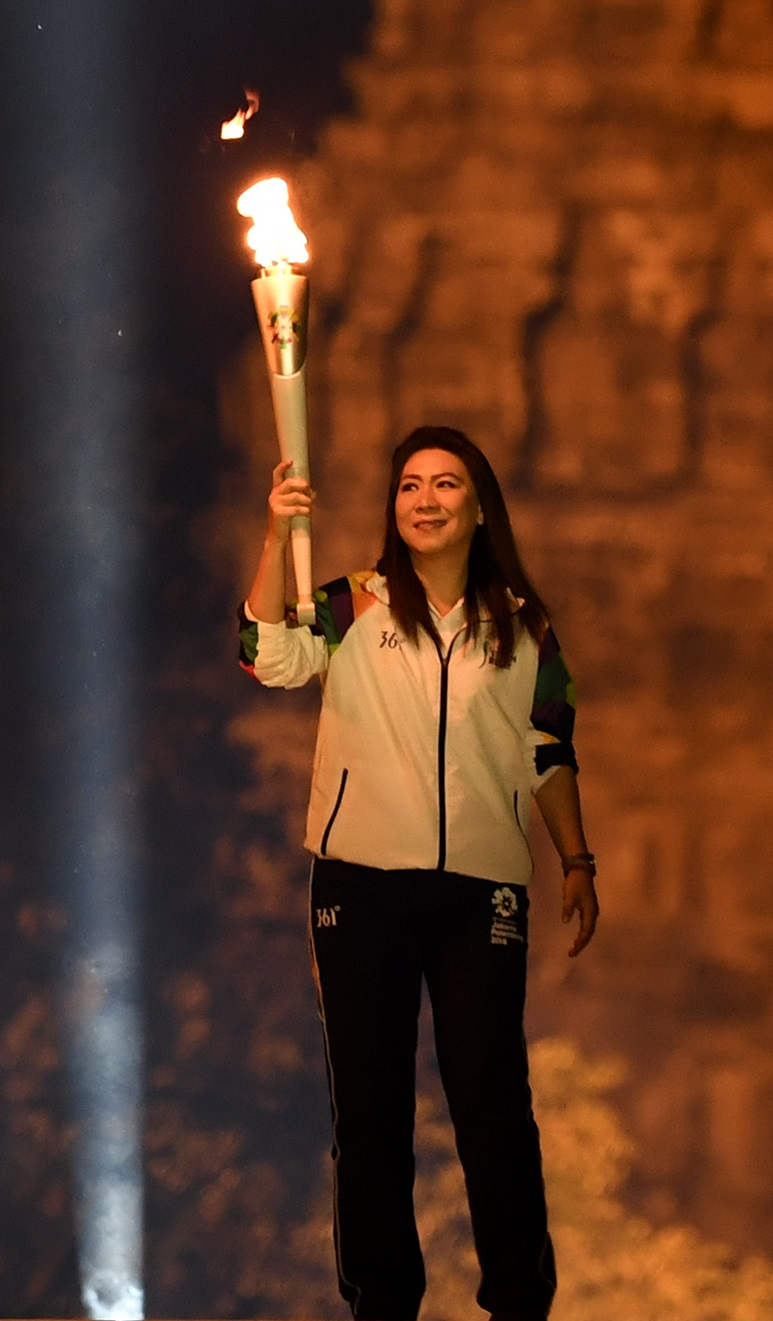
حمل مشعل توسط سوسی سوسانتی، اسطورهٔ بدمینتون اندونزی در طول مراسم حمل مشعل بازی‌های آسیایی در یوگیاکارتا، اندونزی

در ۱۰ مه ۲۰۱۸، ۱۰۰ روز پیش از آئین گشایش، از مشعل بازی‌ها رونمایی شد. این مشعل با الهام از گولوک و اسکین طراحی و ساخته شده بود – سلاح‌های سنتی که منشأ آن‌ها جاکارتا و پالم‌بانگ می‌باشد.
شعلهٔ مشعل در ۱۵ ژوئیه ۲۰۱۸ در ورزشگاه ملی دیان چاند دهلی نو، میزبان نخستین دورهٔ بازی‌های آسیایی روشن شد. این شعله از یک آینهٔ سهمی شکل که مستقیم به سمت خورشید بود ایجاد شد.
در ۱۸ ژوئیه ۲۰۱۸، در مراسمی در خطهٔ براهما و در معبد هندویی پرامبانان مربوط به سدهٔ نهم در نزدیکی یوگیاکارتا، که در آن شعلهٔ مشعلی از هند با شعلهٔ جاویدان طبیعی اندونزی که از مراپن، جاوه مرکزی آمده بود، با هم ترکیب شدند. در همین حال، مراسم حمل مشعلی با شروع این حمل مشعل در سراسر کشور اجرا شد.
حمل مشعل از ۵۴ شهر در ۱۸ استان اندونزی از جمله شهرهای میزبان عبور کرد. این حمل در مسافت ۱۸٫۰۰۰ کیلومتر (۱۱٫۰۰۰ مایل) صورت پذیرفت. مراسم حمل مشعل در ۱۷ اوت، هفتاد و سومین سالگرد اعلان استقلال اندونزی، در بنای تاریخی ملی جاکارتا و یک روز پیش از انجام مراسم افتتاحیه در ورزشگاه گلورا بونگ کارنو به پایان رسید.

## ورزش‌ها
در مارس ۲۰۱۷، شورای المپیک آسیا در ابتدا اعلام کرد که این بازی‌ها در ۴۸۴ رویداد در ۴۲ رشتهٔ ورزشی انجام خواهد شد، که شامل ۲۸ ورزش المپیکی که در بازی‌های المپیک تابستانی ۲۰۱۶ به چالش کشیده شده بودند و پنج ورزش دیگر که به بازی‌های المپیک تابستانی ۲۰۲۰ در توکیو اضافه شده‌اند و رقابت خواهند شد و همچنین رویدادهای دیگر در ورزش‌های غیر المپیکی می‌شد. در آوریل ۲۰۱۷، شورای المپیک آسیا با توجه به نگرانی‌های مربوط به هزینه، تصمیم به کاهش رویدادهای رقابتی در این بازی‌ها گرفت. کشتی کمربندی، کریکت، کوراش، اسکیت بوردینگ، سامبو و موج سواری از برنامهٔ رقابت‌ها کنار گذاشته شدند و همچنین قرار شد تعدادی از رقابت‌های رشته‌های بریج، جت اسکی، جوجیتسو، پاراگلایدر، صعود ورزشی، تکواندو (خاصه، همهٔ دسته‌های وزنی غیر المپیکی) و ووشو انجام نشود و از شمار رویدادها کم شود. این تغییرات باعث کاهش تعداد کل رویدادها به ۴۳۱ رویداد شد.
برنامهٔ نهایی در رویدادها سپتامبر ۲۰۱۷ رونمایی شد و در آن تعداد رویدادها به ۴۶۵ در ۴۰ رشتهٔ ورزشی افزایش یافته بود و بدین ترتیب این دوره به دومین دوره از نظر شمار رویدادها در تاریخ بازی‌های آسیایی تبدیل شد. رقابت‌های دیگری که برای نخستین بار در المپیک توکویو ۲۰۲۰ قرار بود رونمایی شوند از جمله بسکتبال ۳×۳ و بی‌ام-ایکس آزاد نیز در برنامهٔ رقابت‌ها گنجانده شدند.
برای نخستین بار در تاریخ بازی‌های آسیایی، ورزش‌های الکترونیکی و کانوپولو به عنوان ورزش‌های غیررسمی در بازی‌ها حضور داشتند. شش بازی ویدئویی که قابل توجه‌ترین آن‌ها فوتبال تکاملی حرفه‌ای ۲۰۱۸ بود در قالب رویدادهای ورزش‌های الکترونیکی به چالش کشیده شدند.
| - ورزش‌های آبی - شیرجه - شنا - شنا موزون - واترپلو - تیراندازی با کمان - دو و میدانی - بدمینتون - بیسبال - بیسبال - سافتبال - بسکتبال - بسکتبال ۳×۳ - بسکتبال ۵×۵ - بولینگ - بوکس - بریج - کانوئینگ - دراگون بوت - اسلالوم - اسپرینت | - دوچرخه‌سواری - بی‌ام‌ایکس - کوهستان - جاده - پیست - سوارکاری - درساژ - سه‌روزه - پرش - شمشیربازی - هاکی روی چمن - فوتبال - گلف - ژیمناستیک - هنری - ریتمیک - ترامپولین - هندبال - جت اسکی | - کبدی - کاراته - هنرهای رزمی - جودو - جوجیتسو - کوراش - پنچاک سیلات - سامبو - ووشو - پنج‌گانه مدرن - پاراگلایدر - ورزش‌های غلتکی - اسکیت سرعت این‌لاین - اسکیت بوردینگ - روئینگ - راگبی هفت نفره - قایقرانی بادبانی - سپک تاکرا | - تیراندازی - صعود ورزشی - اسکواش - تنیس روی میز - تکواندو - تنیس - تنیس - سافت تنیس - سه‌گانه - والیبال - والیبال ساحلی - والیبال سالنی - وزنه‌برداری - کشتی |

ورزش‌های غیررسمی؛
- ورزش‌های الکترونیکی
- کانوپولو

## تقویم بازی‌ها
| اف | مراسم افتتاحیه | ● | رویدادهای مقدماتی | ۱ | رویدادهای مدال طلا | اخ | مراسم اختتامیه |

| اوت/سپتامبر                  | اوت/سپتامبر                  | ۱۵ چهار | ۱۶ پنج | ۱۷ جمعه | ۱۸ شنبه | ۱۹ یک | ۲۰ دو | ۲۱ سه | ۲۲ چهار | ۲۳ پنج | ۲۴ جمعه | ۲۵ شنبه | ۲۶ یک | ۲۷ دو | ۲۸ سه | ۲۹ چهار | ۳۰ پنج | ۳۱ جمعه | ۱ شنبه | ۲ یک | رویدادها |
| ---------------------------- | ---------------------------- | ------- | ------ | ------- | ------- | ----- | ----- | ----- | ------- | ------ | ------- | ------- | ----- | ----- | ----- | ------- | ------ | ------- | ------ | ---- | -------- |
| مراسم‌ها                      | مراسم‌ها                      |         |        |         | اف      |       |       |       |         |        |         |         |       |       |       |         |        |         |        | اخ   | —        |
| ورزش‌های آبی                  | شنا موزون                    |         |        |         |         |       |       |       |         |        |         |         |       | ●     | ۱     | ۱       |        |         |        |      | ۵۵       |
| ورزش‌های آبی                  | شیرجه                        |         |        |         |         |       |       |       |         |        |         |         |       |       | ۲     | ۲       | ۲      | ۲       | ۲      |      | ۵۵       |
| ورزش‌های آبی                  | شنا                          |         |        |         |         | ۷     | ۷     | ۷     | ۸       | ۶      | ۶       |         |       |       |       |         |        |         |        |      | ۵۵       |
| ورزش‌های آبی                  | واترپلو                      |         | ●      | ●       |         | ●     | ●     | ۱     |         |        |         | ●       | ●     | ●     | ●     | ●       | ●      | ●       | ۱      |      | ۵۵       |
| تیراندازی با کمان            | تیراندازی با کمان            |         |        |         |         |       |       | ●     | ●       | ●      | ●       | ●       | ●     | ۴     | ۴     |         |        |         |        |      | ۸        |
| دو و میدانی                  | دو و میدانی                  |         |        |         |         |       |       |       |         |        |         | ۴       | ۱۱    | ۷     | ۷     | ۹       | ۱۰     |         |        |      | ۴۸       |
| بدمینتون                     | بدمینتون                     |         |        |         |         | ●     | ●     | ●     | ۲       | ●      | ●       | ●       | ●     | ۲     | ۳     |         |        |         |        |      | ۷        |
| بیسبال                       | بیسبال                       |         |        |         |         |       |       |       |         |        |         |         | ●     | ●     | ●     |         | ●      | ●       | ۱      |      | ۲        |
| بیسبال                       | سافتبال                      |         |        |         |         | ●     | ●     | ●     |         | ●      | ۱       |         |       |       |       |         |        |         |        |      | ۲        |
| بسکتبال                      | ۵×۵                          | ●       | ●      | ●       |         | ●     | ●     | ●     |         | ●      | ●       | ●       | ●     | ●     | ●     |         | ●      | ●       | ۲      |      | ۲        |
| بسکتبال                      | ۳×۳                          |         |        |         |         |       |       | ●     | ●       | ●      | ●       | ●       | ۲     |       |       |         |        |         |        |      | ۲        |
| بولینگ                       | بولینگ                       |         |        |         |         |       |       |       | ۱       | ۱      | ۱       | ۱       | ●     | ۲     |       |         |        |         |        |      | ۶        |
| بوکس                         | بوکس                         |         |        |         |         |       |       |       |         |        | ●       | ●       | ●     | ●     | ●     | ●       |        | ●       | ۱۰     |      | ۱۰       |
| بریج                         | بریج                         |         |        |         |         |       |       | ●     | ●       | ●      | ●       | ●       | ●     | ۳     | ●     | ●       | ●      | ●       | ۳      |      | ۶        |
| کانوئینگ                     | اسلالوم                      |         |        |         |         |       |       | ●     | ۲       | ۲      |         |         |       |       |       |         |        |         |        |      | ۲۱       |
| کانوئینگ                     | اسپرینت                      |         |        |         |         |       |       |       |         |        |         |         |       |       |       | ●       | ۶      | ●       | ۶      |      | ۲۱       |
| کانوئینگ                     | دراگون بوت                   |         |        |         |         |       |       |       |         |        |         | ۲       | ۲     | ۱     |       |         |        |         |        |      | ۲۱       |
| دوچرخه‌سواری                  | بی‌ام‌ایکس                     |         |        |         |         |       |       |       |         |        |         | ۲       |       |       |       |         |        |         |        |      | ۲۴       |
| دوچرخه‌سواری                  | کوهستان                      |         |        |         |         |       | ۲     | ۲     |         |        |         |         |       |       |       |         |        |         |        |      | ۲۴       |
| دوچرخه‌سواری                  | جاده                         |         |        |         |         |       |       |       | ۱       | ۱      | ۲       |         |       |       |       |         |        |         |        |      | ۲۴       |
| دوچرخه‌سواری                  | پیست                         |         |        |         |         |       |       |       |         |        |         |         |       | ۲     | ۳     | ۲       | ۳      | ۴       |        |      | ۲۴       |
| سوارکاری                     | سوارکاری                     |         |        |         |         |       | ۱     | ●     |         | ۱      | ●       | ●       | ۲     | ●     | ۱     |         | ۱      |         |        |      | ۶        |
| شمشیربازی                    | شمشیربازی                    |         |        |         |         | ۲     | ۲     | ۲     | ۲       | ۲      | ۲       |         |       |       |       |         |        |         |        |      | ۱۲       |
| هاکی روی چمن                 | هاکی روی چمن                 |         |        |         |         | ●     | ●     | ●     | ●       | ●      | ●       | ●       | ●     | ●     | ●     | ●       | ●      | ۱       | ۱      |      | ۲        |
| فوتبال                       | فوتبال                       | ●       | ●      | ●       |         | ●     | ●     | ●     | ●       | ●      | ●       | ●       | ●     | ●     | ●     | ●       |        | ۱       | ۱      |      | ۲        |
| گلف                          | گلف                          |         |        |         |         |       |       |       |         | ●      | ●       | ●       | ۴     |       |       |         |        |         |        |      | ۴        |
| ژیمناستیک                    | هنری                         |         |        |         |         |       | ۱     | ۱     | ۲       | ۵      | ۵       |         |       |       |       |         |        |         |        |      | ۱۸       |
| ژیمناستیک                    | ریتمیک                       |         |        |         |         |       |       |       |         |        |         |         |       | ۱     | ۱     |         |        |         |        |      | ۱۸       |
| ژیمناستیک                    | ترامپولین                    |         |        |         |         |       |       |       |         |        |         |         |       |       |       |         | ۲      |         |        |      | ۱۸       |
| هندبال                       | هندبال                       | ●       | ●      | ●       |         | ●     | ●     | ●     | ●       |        | ●       | ●       |       | ●     | ●     | ●       | ۱      | ۱       |        |      | ۲        |
| جت اسکی                      | جت اسکی                      |         |        |         |         |       |       |       |         | ●      | ۱       | ۲       | ۱     |       |       |         |        |         |        |      | ۴        |
| هنرهای رزمی                  | جودو                         |         |        |         |         |       |       |       |         |        |         |         |       |       |       | ۴       | ۵      | ۵       | ۱      |      | ۱۵       |
| هنرهای رزمی                  | کبدی                         |         |        |         |         | ●     | ●     | ●     | ●       | ●      | ۲       |         |       |       |       |         |        |         |        |      | ۲        |
| هنرهای رزمی                  | کاراته                       |         |        |         |         |       |       |       |         |        |         | ۴       | ۴     | ۴     |       |         |        |         |        |      | ۱۲       |
| هنرهای رزمی                  | جوجیتسو                      |         |        |         |         |       |       |       |         |        | ۳       | ۳       | ۲     |       |       |         |        |         |        |      | ۴۹       |
| هنرهای رزمی                  | کوراش                        |         |        |         |         |       |       |       |         |        |         |         |       |       | ۳     | ۲       | ۲      |         |        |      | ۴۹       |
| هنرهای رزمی                  | پنچاک سیلات                  |         |        |         |         |       |       |       |         | ●      | ●       | ●       | ●     | ۸     |       | ۸       |        |         |        |      | ۴۹       |
| هنرهای رزمی                  | سامبو                        |         |        |         |         |       |       |       |         |        |         |         |       |       |       |         |        | ۲       | ۲      |      | ۴۹       |
| هنرهای رزمی                  | ووشو                         |         |        |         |         | ۱     | ۲     | ۳     | ۲       | ۶      |         |         |       |       |       |         |        |         |        |      | ۴۹       |
| پنج‌گانه مدرن                 | پنج‌گانه مدرن                 |         |        |         |         |       |       |       |         |        |         |         |       |       |       |         |        | ۱       | ۱      |      | ۲        |
| پاراگلایدر                   | پاراگلایدر                   |         |        |         |         |       | ●     | ●     | ۲       | ۲      |         | ●       | ●     | ●     | ●     | ۲       |        |         |        |      | ۶        |
| ورزش‌های غلتکی                | رول اسکیت                    |         |        |         |         |       |       |       |         |        |         |         |       |       |       |         |        | ۲       |        |      | ۶        |
| ورزش‌های غلتکی                | اسکیت بوردینگ                |         |        |         |         |       |       |       |         |        |         |         |       |       | ●     | ۴       |        |         |        |      | ۶        |
| روئینگ                       | روئینگ                       |         |        |         |         | ●     | ●     | ●     | ●       | ۸      | ۷       |         |       |       |       |         |        |         |        |      | ۱۵       |
| راگبی هفت نفره               | راگبی هفت نفره               |         |        |         |         |       |       |       |         |        |         |         |       |       |       |         | ●      | ●       | ۲      |      | ۲        |
| قایقرانی بادبانی             | قایقرانی بادبانی             |         |        |         |         |       |       |       |         |        | ●       | ●       | ●     |       | ●     | ●       |        | ۱۰      |        |      | ۱۰       |
| سپک تاکرا                    | سپک تاکرا                    |         |        |         |         | ●     | ●     | ●     | ۲       | ●      | ●       | ۱       | ●     | ●     | ۱     | ●       | ●      | ●       | ۲      |      | ۶        |
| تیراندازی                    | تیراندازی                    |         |        |         |         | ۲     | ۴     | ۳     | ۲       | ۲      | ۳       | ۲       | ۲     |       |       |         |        |         |        |      | ۲۰       |
| صعود ورزشی                   | صعود ورزشی                   |         |        |         |         |       |       |       |         | ۲      | ●       | ●       | ۲     | ۲     |       |         |        |         |        |      | ۶        |
| اسکواش                       | اسکواش                       |         |        |         |         |       |       |       |         | ●      | ●       | ●       | ۲     | ●     | ●     | ●       | ●      | ●       | ۲      |      | ۴        |
| تنیس روی میز                 | تنیس روی میز                 |         |        |         |         |       |       |       |         |        |         |         | ●     | ●     | ۲     | ●       | ۱      | ●       | ۲      |      | ۵        |
| تکواندو                      | تکواندو                      |         |        |         |         | ۴     | ۳     | ۳     | ۲       | ۲      |         |         |       |       |       |         |        |         |        |      | ۱۴       |
| تنیس                         | تنیس                         |         |        |         |         | ●     | ●     | ●     | ●       | ●      | ۲       | ۳       |       |       |       |         |        |         |        |      | ۱۰       |
| تنیس                         | سافت تنیس                    |         |        |         |         |       |       |       |         |        |         |         |       |       | ●     | ۲       | ۱      | ●       | ۲      |      | ۱۰       |
| سه‌گانه                       | سه‌گانه                       |         |        |         |         |       |       |       |         |        |         |         |       |       |       |         |        | ۱       | ۱      | ۱    | ۳        |
| والیبال                      | والیبال ساحلی                |         |        |         |         | ●     | ●     | ●     | ●       | ●      | ●       | ●       | ●     | ۱     | ۱     |         |        |         |        |      | ۴        |
| والیبال                      | والیبال سالنی                |         |        |         |         | ●     | ●     | ●     | ●       | ●      | ●       | ●       | ●     | ●     | ●     | ●       | ●      | ●       | ۲      |      | ۴        |
| وزنه‌برداری                   | وزنه‌برداری                   |         |        |         |         |       | ۲     | ۲     | ۲       | ۲      | ۲       | ۲       | ۲     | ۲     |       |         |        |         |        |      | ۱۵       |
| کشتی                         | کشتی                         |         |        |         |         | ۵     | ۵     | ۴     | ۴       |        |         |         |       |       |       |         |        |         |        |      | ۱۸       |
| مدال روزانهٔ رویدادها         | مدال روزانهٔ رویدادها         |         |        |         |         | ۲۱    | ۲۹    | ۲۸    | ۳۳      | ۴۲     | ۳۷      | ۲۶      | ۳۶    | ۳۹    | ۲۹    | ۳۶      | ۳۴     | ۳۰      | ۴۴     | ۱    | ۴۶۵      |
| مجموع کلی                    | مجموع کلی                    |         |        |         |         | ۲۱    | ۵۰    | ۷۸    | ۱۱۱     | ۱۵۳    | ۱۹۰     | ۲۱۶     | ۲۵۲   | ۲۹۱   | ۳۲۰   | ۳۵۶     | ۳۹۰    | ۴۲۰     | ۴۶۴    | ۴۶۵  | ۴۶۵      |
| کانوپولو (غیررسمی)           | کانوپولو (غیررسمی)           |         |        |         |         |       |       |       |         |        |         |         |       |       | ●     | ●       | ۲      |         |        |      | ۲        |
| ورزش‌های الکترونیکی (غیررسمی) | ورزش‌های الکترونیکی (غیررسمی) |         |        |         |         |       |       |       |         |        |         |         | ۱     | ۱     | ●     | ۱       | ۱      | ۱       | ۱      |      | ۶        |
| اوت/سپتامبر                  | اوت/سپتامبر                  | ۱۵ چهار | ۱۶ پنج | ۱۷ جمعه | ۱۸ شنبه | ۱۹ یک | ۲۰ دو | ۲۱ سه | ۲۲ چهار | ۲۳ پنج | ۲۴ جمعه | ۲۵ شنبه | ۲۶ یک | ۲۷ دو | ۲۸ سه | ۲۹ چهار | ۳۰ پنج | ۳۱ جمعه | ۱ شنبه | ۲ یک | رویدادها |

| اوت     | اوت    | دهم جمعه | یازدهم شنبه | دوازدهم یک | سیزدهم دو | چهاردهم سه |
| ------- | ------ | -------- | ----------- | ---------- | --------- | ---------- |
| بسکتبال | ۵×۵    |          |             |            |           | ●          |
| فوتبال  | فوتبال | ●        |             | ●          |           | ●          |
| هندبال  | هندبال |          |             |            | ●         | ●          |

## کشورهای شرکت‌کننده
تمام ۴۵ عضو شورای المپیک آسیا در بازی‌ها شرکت کردند. کره شمالی و کره جنوبی در برخی رویدادها و همچنین مراسم افتتاحیه و اختتامیه با تیمی متحد تحت نام کره (COR) و با پرچم کره متحد شرکت کردند، و با کسب نشان طلای مسابقات دراگون بوت ۵۰۰ متر زنان توانستند نخستین طلای خودشان را در یک رویداد چند ورزشی کسب کنند.
در ابتدا قرار بود ورزشکاران کویتی که تنها تا دو روز پیش از افتتاحیه می‌توانستند زیر پرچم خودشان رقابت کنند به عنوان ورزشکاران مستقل به رقابت بپردازند اما سرانجام با پرچم کویت رقابت کردند.
در این‌جا فهرست کمیته‌های ملی شرکت کننده آورده شده و تعداد ورزشکاران هر کشور داخل پرانتز آمده‌است.
| کمیته‌های ملی المپیک شرکت‌کننده در بازی‌های آسیایی ۲۰۱۸ |
| --- |
| - افغانستان (۶۵) - بحرین (۱۰۹) - بنگلادش (۱۱۷) - بوتان (۲۴) - برونئی (۱۵) - کامبوج (۴۳) - چین (۸۴۵) - هنگ کنگ (۵۸۰) - هند (۵۷۲) - اندونزی (۹۳۸) (میزبان) - ایران (۳۷۸) - عراق (۵۶) - ژاپن (۷۶۲) - اردن (۳۵) - قزاقستان (۴۴۰) - کره (۶۰) - کره شمالی (۱۶۸) - کره جنوبی (۸۰۷) - کویت (۲۴) - قرقیزستان (۲۱۱) - لائوس (۱۴۲) - لبنان (۲۸) - ماکائو (۱۰۹) - مالزی (۴۲۶) - مالدیو (۱۴۶) - مغولستان (۲۶۹) - میانمار (۱۱۲) - نپال (۱۸۵) - عمان (۴۷) - پاکستان (۲۴۵) - فلسطین (۸۸) - فیلیپین (۲۷۲) - قطر (۲۲۲) - عربستان سعودی (۱۶۹) - سنگاپور (۲۶۵) - سری‌لانکا (۱۷۳) - سوریه (۷۳) - چین تایپه (۵۸۸) - تاجیکستان (۱۱۲) - تایلند (۸۲۹) - تیمور شرقی (۶۹) - ترکمنستان (۷۲) - امارات متحده عربی (۱۳۸) - ازبکستان (۲۳۲) - ویتنام (۳۵۲) - یمن (۳۲) |

شمار ورزشکاران کمیته‌های ملی المپیک شرکت‌کننده (از بیشترین تا کمترین)
| IOC | کشور              | ورزشکاران |
| --- | ----------------- | --------- |
| INA | اندونزی           | ۹۳۸       |
| CHN | چین               | ۸۴۵       |
| THA | تایلند            | ۸۲۹       |
| KOR | کره جنوبی         | ۸۰۷       |
| JPN | ژاپن              | ۷۶۲       |
| TPE | چین تایپه         | ۵۸۸       |
| HKG | هنگ کنگ           | ۵۸۰       |
| IND | هند               | ۵۷۲       |
| KAZ | قزاقستان          | ۴۴۰       |
| MAS | مالزی             | ۴۲۶       |
| IRI | ایران             | ۳۷۸       |
| VIE | ویتنام            | ۳۵۲       |
| PHI | فیلیپین           | ۲۷۲       |
| MGL | مغولستان          | ۲۶۹       |
| SGP | سنگاپور           | ۲۶۵       |
| PAK | پاکستان           | ۲۴۵       |
| UZB | ازبکستان          | ۲۳۲       |
| QAT | قطر               | ۲۲۲       |
| KGZ | قرقیزستان         | ۲۱۱       |
| NEP | نپال              | ۱۸۵       |
| SRI | سری‌لانکا          | ۱۷۳       |
| KSA | عربستان سعودی     | ۱۶۹       |
| PRK | کره شمالی         | ۱۶۸       |
| MDV | مالدیو            | ۱۴۶       |
| LAO | لائوس             | ۱۴۲       |
| UAE | امارات متحده عربی | ۱۳۸       |
| BAN | بنگلادش           | ۱۱۷       |
| MYA | میانمار           | ۱۱۲       |
| TJK | تاجیکستان         | ۱۱۲       |
| BRN | بحرین             | ۱۰۹       |
| MAC | ماکائو            | ۱۰۹       |
| PLE | فلسطین            | ۸۸        |
| SYR | سوریه             | ۷۳        |
| TKM | ترکمنستان         | ۷۲        |
| TLS | تیمور شرقی        | ۶۹        |
| AFG | افغانستان         | ۶۵        |
| COR | کره               | ۶۰        |
| IRQ | عراق              | ۵۶        |
| OMA | عمان              | ۴۷        |
| CAM | کامبوج            | ۴۳        |
| JOR | اردن              | ۳۵        |
| YEM | یمن               | ۳۲        |
| LBN | لبنان             | ۲۸        |
| BHU | بوتان             | ۲۴        |
| KUW | کویت              | ۲۴        |
| BRU | برونئی            | ۱۵        |

## جدول مدال‌ها
*   کشور میزبان (اندونزی)
| رتبه            | کشور                    | طلا | نقره | برنز | مجموع |
| --------------- | ----------------------- | --- | ---- | ---- | ----- |
| ۱               | چین (CHN)               | ۱۳۲ | ۹۲   | ۶۵   | ۲۸۹   |
| ۲               | ژاپن (JPN)              | ۷۵  | ۵۶   | ۷۴   | ۲۰۵   |
| ۳               | کره جنوبی (KOR)         | ۴۹  | ۵۸   | ۷۰   | ۱۷۷   |
| ۴               | اندونزی (INA)*          | ۳۱  | ۲۴   | ۴۳   | ۹۸    |
| ۵               | ازبکستان (UZB)          | ۲۰  | ۲۴   | ۲۵   | ۶۹    |
| ۶               | ایران (IRI)             | ۲۰  | ۲۰   | ۲۲   | ۶۲    |
| ۷               | چین تایپه (TPE)         | ۱۷  | ۱۹   | ۳۱   | ۶۷    |
| ۸               | هند (IND)               | ۱۶  | ۲۳   | ۳۱   | ۷۰    |
| ۹               | قزاقستان (KAZ)          | ۱۵  | ۱۷   | ۴۴   | ۷۶    |
| ۱۰              | کره شمالی (PRK)         | ۱۲  | ۱۲   | ۱۳   | ۳۷    |
| ۱۱              | تایلند (THA)            | ۱۱  | ۱۶   | ۴۶   | ۷۳    |
| ۱۲              | بحرین (BRN)             | ۱۰  | ۷    | ۷    | ۲۴    |
| ۱۳              | هنگ کنگ (HKG)           | ۸   | ۱۸   | ۲۰   | ۴۶    |
| ۱۴              | مالزی (MAS)             | ۷   | ۱۳   | ۱۶   | ۳۶    |
| ۱۵              | قطر (QAT)               | ۶   | ۴    | ۳    | ۱۳    |
| ۱۶              | ویتنام (VIE)            | ۵   | ۱۵   | ۱۹   | ۳۹    |
| ۱۷              | مغولستان (MGL)          | ۴   | ۹    | ۱۱   | ۲۴    |
| ۱۸              | سنگاپور (SGP)           | ۴   | ۴    | ۱۴   | ۲۲    |
| ۱۹              | فیلیپین (PHI)           | ۴   | ۲    | ۱۵   | ۲۱    |
| ۲۰              | امارات متحده عربی (UAE) | ۳   | ۶    | ۵    | ۱۴    |
| ۲۱              | کویت (KUW)              | ۳   | ۱    | ۲    | ۶     |
| ۲۲              | قرقیزستان (KGZ)         | ۲   | ۶    | ۱۲   | ۲۰    |
| ۲۳              | اردن (JOR)              | ۲   | ۱    | ۹    | ۱۲    |
| ۲۴              | کامبوج (CAM)            | ۲   | ۰    | ۱    | ۳     |
| ۲۵              | عربستان سعودی (KSA)     | ۱   | ۲    | ۳    | ۶     |
| ۲۶              | ماکائو (MAC)            | ۱   | ۲    | ۲    | ۵     |
| ۲۷              | عراق (IRQ)              | ۱   | ۲    | ۰    | ۳     |
| ۲۸              | لبنان (LBN)             | ۱   | ۱    | ۲    | ۴     |
| ۲۸              | کره (COR)               | ۱   | ۱    | ۲    | ۴     |
| ۳۰              | تاجیکستان (TJK)         | ۰   | ۴    | ۳    | ۷     |
| ۳۱              | لائوس (LAO)             | ۰   | ۲    | ۳    | ۵     |
| ۳۲              | ترکمنستان (TKM)         | ۰   | ۱    | ۲    | ۳     |
| ۳۳              | نپال (NEP)              | ۰   | ۱    | ۰    | ۱     |
| ۳۴              | پاکستان (PAK)           | ۰   | ۰    | ۴    | ۴     |
| ۳۵              | افغانستان (AFG)         | ۰   | ۰    | ۲    | ۲     |
| ۳۵              | میانمار (MYA)           | ۰   | ۰    | ۲    | ۲     |
| ۳۷              | سوریه (SYR)             | ۰   | ۰    | ۱    | ۱     |
| مجموع (۳۷ کشور) | مجموع (۳۷ کشور)         | ۴۶۳ | ۴۶۳  | ۶۲۴  | ۱۵۵۰  |